# Margarete Depner
Margarete Scherg, conocida como Margarete Depner (Brașov, 22 de marzo de 1885 - Ib, 2 de septiembre de 1970), fue una escultora pintora e ilustradora rumana de ascendencia sajona de Transilvania  y coleccionista de arte de Transilvania-Sajona y mecenas inicialmente de nacionalidad húngara y luego rumana. Rechazando tanto el modelo experimental como el triunfalista, la escultura de Margarete Depner privilegia las formas clásicas, que transpone en creaciones que van desde pequeños bustos hasta monumentos funerarios.

## Biografía
Margarete Depner nació en Brașov, en la transilvania sajona de habla alemana bajo la monarquía de los Habsburgo que entonces formaba parte de Hungría, un área multiétnica y multirreligiosa. Era la hija mayor de Wilhelm y Julie Scherg, de soltera Stenner. Junto con su hermana Marie (1890–1980) y su hermano Wilhelm (1888–1961), creció en un entorno adinerado. El padre se había hecho cargo del negocio de telas de sus padres y transformó su empresa en la empresa textil más importante de Transilvania y la segunda fábrica más grande de Rumanía en el período de entreguerras del siglo XX. El número de empleados en ese momento fluctuó entre 1400 y 1900 personas.
En 1907, Margarete Scherg se casó con Wilhelm Depner. Había estudiado medicina en Viena y estuvo involucrado como político regional en los años 20 y 30. Depner dirigió una exitosa clínica privada de cirugía, ortopedia y ginecología y construyó una de las primeras clínicas de rayos X en el país. Tuvieron tres hijos Thea que nació en 1911, poco antes de la Primera Guerra Mundial, Maja que nació en 1914 y Wilhelm nacido en 1919. Con el final de la guerra, la monarquía de los Habsburgo cayó. Se trazaron nuevas fronteras en Europa, incluso en el sureste de Europa. Transilvania fue separada de Austria inmediatamente después del tratado de paz en 1918 y desde 1920 en adelante finalmente perteneció al Reino de Rumania.
Margarete Depner perfeccionó sus conocimientos artísticos en el período de entreguerras a través de estudios autodidactas y emergió a través de su compromiso sociopolítico. Como directora de la Asociación Evangélica de Protección Infantil y Huérfanos y fundadora de una guardería para niñas y niños, sus actividades se convirtieron en parte de la vida de Brașov. Fue la primera institución de este tipo en Rumania donde los menores recibieron un apoyo especial después de la clase bajo la supervisión del personal docente. Acogió incluso a varios niños necesitados en el almuerzo familiar.
Además de su compromiso sociopolítico y su función de patrocinio, única en el contexto de Transilvania, Margarete Depner se convirtió en una reconocida pintora y escultora en el período de entreguerras. 
Después de la Segunda Guerra Mundial , las condiciones sociales en Rumania cambiaron. En 1948 se produjeron expropiaciones generales de propiedades y medios de producción. Esto afectó tanto a la fábrica de telas Schergsche como al sanatorio Depner. Mientras que la población transilvana de habla alemana fue privilegiada durante el nacionalsocialismo, ahora era clasificada como "fascista" y sometida a represión. Wilhelm Depner también fue arrestado tres veces en el período de posguerra. Muchos alemanes de Transilvania fueron evacuados por la fuerza de Kronstadt. La familia Depner decidió quedarse a pesar de las circunstancias adversas.
Margarete Depner logró ser reconocida como artista en la República Popular de Rumania. Entonces, a pesar de que su casa fue expropiada, pudo mantener su propia habitación y otra como estudio. Si quería trabajar como artista, tenía que unirse al sindicato. Cuando solicitó la membresía en la asociación de artistas en 1951, se le concedió para el departamento de escultura . En la era comunista, cuando contaba más de sesenta años recibió un estatus de reconocimiento público por primera vez en su vida. Solo cuando se jubiló recibió un título profesional por su vocación de toda la vida. Aunque veía el arte como una ayuda contra las dificultades de la vida cotidiana y aseguraba su supervivencia psicológica, había perdido la tranquilidad en su trabajo.
Murió el 2 de septiembre de 1970 y fue enterrada en el cementerio de Brașov junto a su esposo bajo la escultura que ella había creado, el Crouching.

## Mecenas
Apasionada por el arte invirtió mucho dinero como mecenas. A lo largo de los años recopiló más de cien fotografías de sus colegas de Transilvania. Pero también obras internacionales de reconocidos artistas como la pintora almena Käthe Kollwitz, Lovis Corinth, Richard Boege o Ernst Barlach formaban parte de su colección. Después de su muerte algunas obras llegaron al Museo Brukentahal en Sibiu, Transilvania.

## Carrera artística

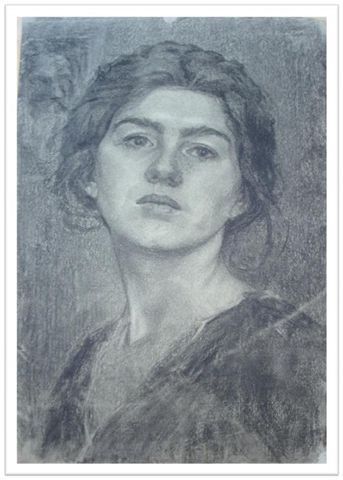
Autorretrato, carbón

La región de Transilvania estuvo directamente relacionada con el desarrollo del arte paneuropeo hasta la época del nacionalsocialismo. Las tendencias europeas fueron seguidas y reflejadas aquí y se desarrollaron en formas de arte independiente. Sin embargo, las oportunidades educativas para las niñas en Transilvania eran extremadamente limitadas. Depner asistió a un internado de niñas en Weimar entre 1901 y 1902. Pronto comenzó a dibujar y en 1905 incluso pudo formarse con Wilhelm Jordan en Berlín, la metrópolis más importante del arte contemporáneo. La estancia también parece haber estado relacionada con la relación personal con la pintora Käthe Kollwitz, a quien admiraba, cuyas similitudes biográficas y artísticas son evidentes en sus primeras obras, dibujos al carboncillo y litografías.
Trabajó con tutores privados en Brașov, entre otros con Ernst Kühlbrandt (1857-1933). Sus lecciones de dibujo se basaron en un estudio exacto de la naturaleza. Arthur Coulin (1869-1912), que había recibido su formación estilística en Graz, Munich, Viena y Roma y que fue pionero en la pintura moderna en Transilvania a través de sus cuadros y sus consideraciones históricas del arte publicadas, también la influyó en sus primeros años además de los amistosos consejos de Friedrich Miess, Fritz Kimm y Hans Eder. 
Durante la Primera Guerra Mundial, la familia huyó a Budapest. Allí, Dengler acudió a cursos de dibujo con István Réti (1872-1945). Para el artista esto significó un impulso a la profesionalidad. Réti había estudiado en Munich, París y Turín y era uno de los artistas más importantes de Hungría. También fue cofundador de la colonia de artistas Nagybánya / Baia Mare establecida en 1896. La primera exposición de Depner tuvo lugar allí en 1916, en la que uno de sus óleos recibió un premio.
Después de la Primera Guerra Mundial, la preocupación por los problemas socialmente comprometidos y las experiencias relacionadas con la guerra emergió claramente en su trabajo. Margarete Depner había atendido repetidamente a los heridos en el hospital de su marido y había situado sus observaciones en el centro de su trabajo. La pobre viuda, madre y huérfana, y los huérfanos eran obviamente sujetos desgarradores de una época de crisis y un artista que estaba mirando. La importancia de estas obras pacifistas para ella también lo demuestra el hecho de que fueron reproducidas como litografías en postales. En 1919 publicó sus obras, como la de un herido con vendas en la cabeza, el dibujo en piedra y el del traicionado en una litografía, en 1920, ambos en la revista de arte Das neue Ziel . En esta época de creación deja en claro que la similitud atribuida de algunos de sus gráficos a los de Käthe Kollwitz difícilmente puede ser una coincidencia.
Margarete Depner tomó la decisión de pintar al óleo cuando tenía casi cuarenta años. Aquí es donde estableció su nuevo enfoque en la década de 1920. Entre 1925 y 1927 participó en escuelas de arte privadas en Munich y en 1929 tomó lecciones de pintura en Berlín. Se suponía que un espectáculo en 1930 proporcionaría una visión general de la escena artística en Kronstadt. Margarete Depner participó con numerosas obras de diferentes géneros. Además del trabajo bidimensional de gráficos y pintura, la escultura tridimensional apareció entre mediados y finales de los años veinte. En este género, se convierte en pionera en Transilvania, a quién la región debe el resurgimiento del plástico. Su nueva ocupación con la escultura la llevó a Alemania en 1931 para realizar un estudio más detallado. Su objetivo era el escultor austríaco Josef Thorak , que venía de Viena y que estaba bajo los nacionalsocialistas. Hizo una carrera especial con su diseño monumental. La estancia en su estudio duró poco, ya que ella no apreció la gigantomanía de su colega masculino. En 1934, recibió su última formación profesional en la escuela privada de Marcel Gimond en París.

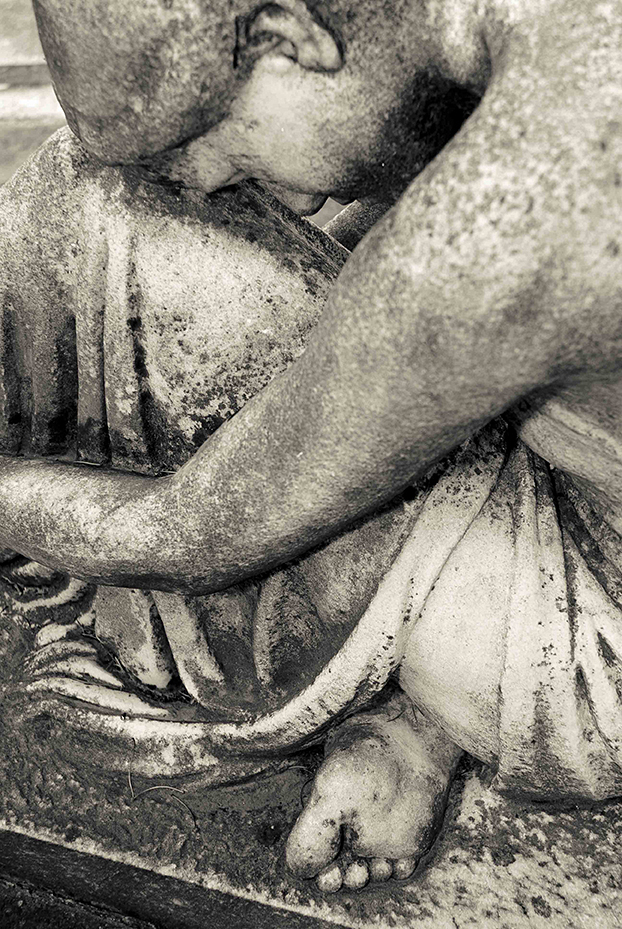
El doliente yo

Margarete Depner se posicionó cada vez más como escultora en la década de 1930 y participó en numerosas exposiciones. Sin embargo, siempre estuvo representada con una selección de sus obras de los otros dos géneros, gráficos y pintura al óleo, tanto en exposiciones en Brașov, como en las presentaciones anuales de primavera y otoño en Bucarest. En los años veinte y treinta se crearon la mayor parte de sus obras gráficas y al óleo y las esculturas más importantes.
No solo fue productivo artísticamente, sino también exitoso profesionalmente, lo que trajo su gran avance al público a través de numerosas exposiciones. El primer momento culminante de su trabajo fue en 1933 con la gran presentación. Junto con el escultor Hans Guggenberger y el artesano Rieke Morres, su trabajo fue presentado al público en Brașov, en diciembre de ese año. Depner estuvo representada con una sección transversal de todo su trabajo anterior. Doce esculturas y cuarenta cuadros la mostraron como una artista diversa. Su muestra incluyó obras de los últimos diez años. Según su colega Friedrich Miess, fue el espectáculo más hermoso que había visto Brașov,. Las esculturas centrales de Margarete Depner fueron el hundimiento el duelo y las estatuas femeninas de mármol de tamaño natural agazapadas. Estos últimos eran figuras en Sibiu y Brașov. Hasta donde se sabe, Margarete Depner fue la primera en crear una escultura de tamaño natural en Transilvania.
Esta exposición marcó su avance artístico y la mostró como una representante del arte del retrato. Mantiene el equilibrio entre forma y carácter, ya que se exige a sí misma, la artista, como dice, la libertad de explorar la legalidad universal en la imagen.
Rumania entró en la guerra del lado del Reich alemán en 1941. La minoría de Transilvania debería recuperar la conciencia de la mayoría mediante la integración mental en el Reich alemán y presentarse a través de sus artistas en un espectáculo de propaganda en la Alemania nacionalsocialista. Ya en 1942, se mostraron en Berlín 120 obras de 23 pintores, artistas gráficos y escultores de las zonas de asentamiento de habla alemana de Rumania. En 1944 tuvo lugar una segunda gran exposición itinerante de artistas alemanes de Rumanía, en la que estuvieron representadas 28 artistas, más de una cuarta parte de las cuales eran mujeres, con más de 300 obras. La Künstlerhaus de Viena actuó como la primera parada de la exposición itinerante.
Depner participó representada con cinco esculturas, cuatro de las cuales no tenían connotaciones nacionalsocialistas explícitas, como La mujer que se hunde y la cabeza masculina. La escultura Niña campesina sajona podría usarse fácilmente con el cabello de la niña recogido en el sentido de una ideología de mujeres nacionalsocialistas. En las reseñas, la prensa, que se puso en línea, elogió las obras de Depner en primer lugar, por lo que se lee sobre la "posición especial de las maravillosas esculturas cuyo diseño humano inspirado, dominio virtuoso de la técnica y la elaboración con carácter quedan grabados en la memoria".

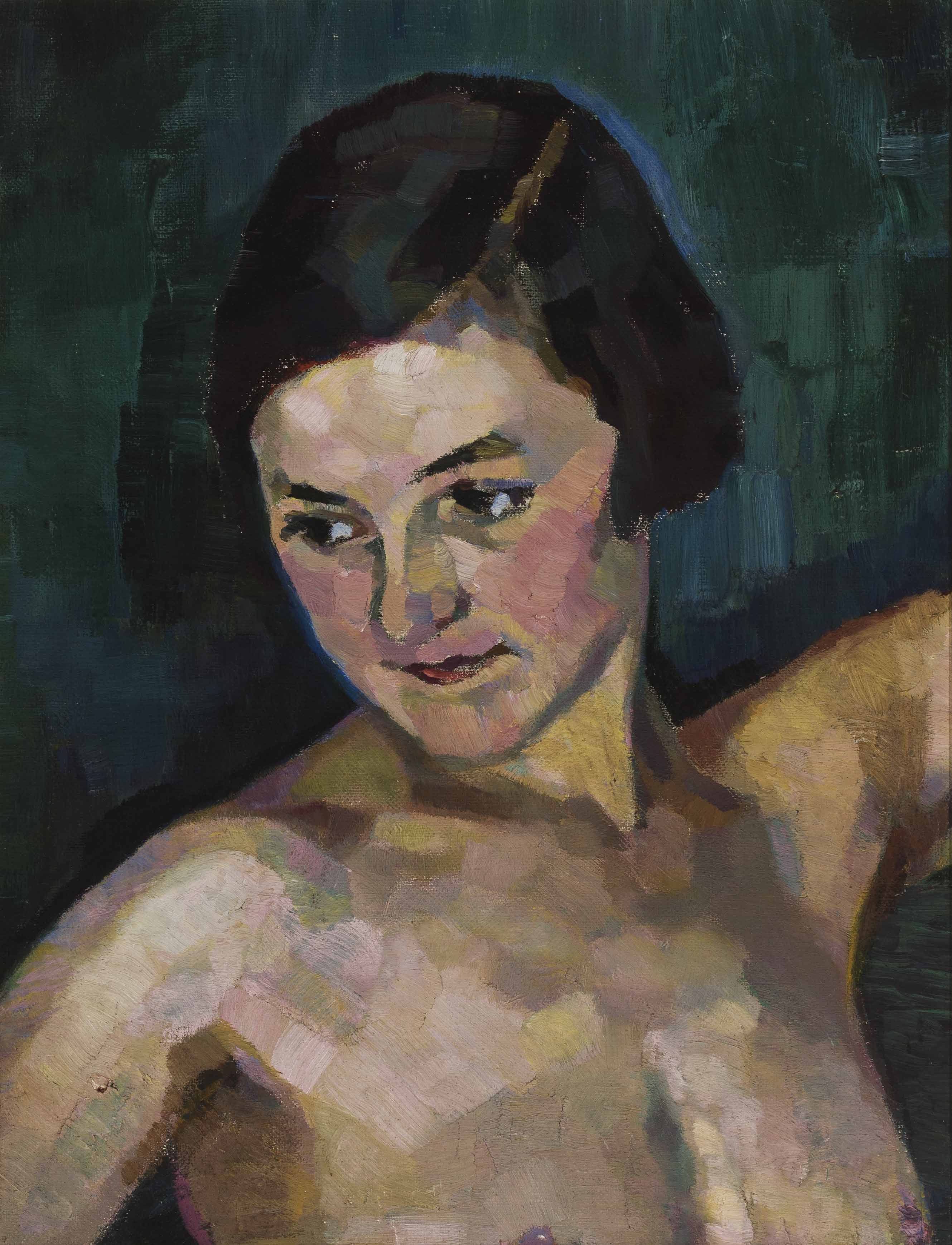
Estudio III sobre las tres generaciones

La exposición se planeó como una feria de ventas. En poco tiempo, cuatro quintas partes de las obras habían encontrado a sus nuevos dueños. La mujer que se hundía también impresionó al alcalde de Stuttgart, que decidió comprarla para la “Ciudad de los alemanes en el extranjero”. Durante mucho tiempo después de la Segunda Guerra Mundial, la escultura se instaló en el Instituto de Relaciones Exteriores de Stuttgart. Ahora está en préstamo permanente de la Galería de la ciudad de Stuttgart en el Instituto Transilvania en Gundelsheim. Gran parte del trabajo no llegó a su destino en Berlín como resultado del bombardeo y se perdió. Para Depner esto significó la pérdida de algunas de sus obras más importantes. 
Después de la Segunda Guerra Mundial fue olvidada en términos de historia del arte. El camino a las exposiciones internacionales también fue bloqueado por el " telón de acero ".
Sin embargo, el arte le sirvió de salvavidas y la ayudó a crear estrategias de supervivencia psicológica. Margarete Depner continuó trabajando a pesar del espacio limitado. Fue difícil para la minoría alemana afirmarse en la escena artística rumana. Las exposiciones de arte, que se organizan regularmente dos veces al año en Bucarest, fueron alimentadas por este último, pero sus obras recibieron poca atención allí.
Los gráficos y la pintura al óleo ahora habían renunciado a la obra de Depner a favor de la escultura. Sin inmutarse por los requisitos de estilo externos del realismo socialista, mantuvo su caligrafía y solo realizó sus propias ideas artísticas hasta su muerte en 1970. Su actividad artística la ayudó a superar sus debilidades físicas y mentales. En 1968 señaló: "La idea de una exposición especial más completa en mi ciudad natal me da un poco de valor para trabajar y sería mi deseo, pero no mi esperanza".
Tras su muerte, su legado artístico permaneció oculto en el ático durante más de 30 años, hasta que volvió a salir a la luz por casualidad. Se publicó una monografía en Viena en 2011 sobre su trabajo y se describió su importancia en el contexto internacional del modernismo clásico .

## Legado

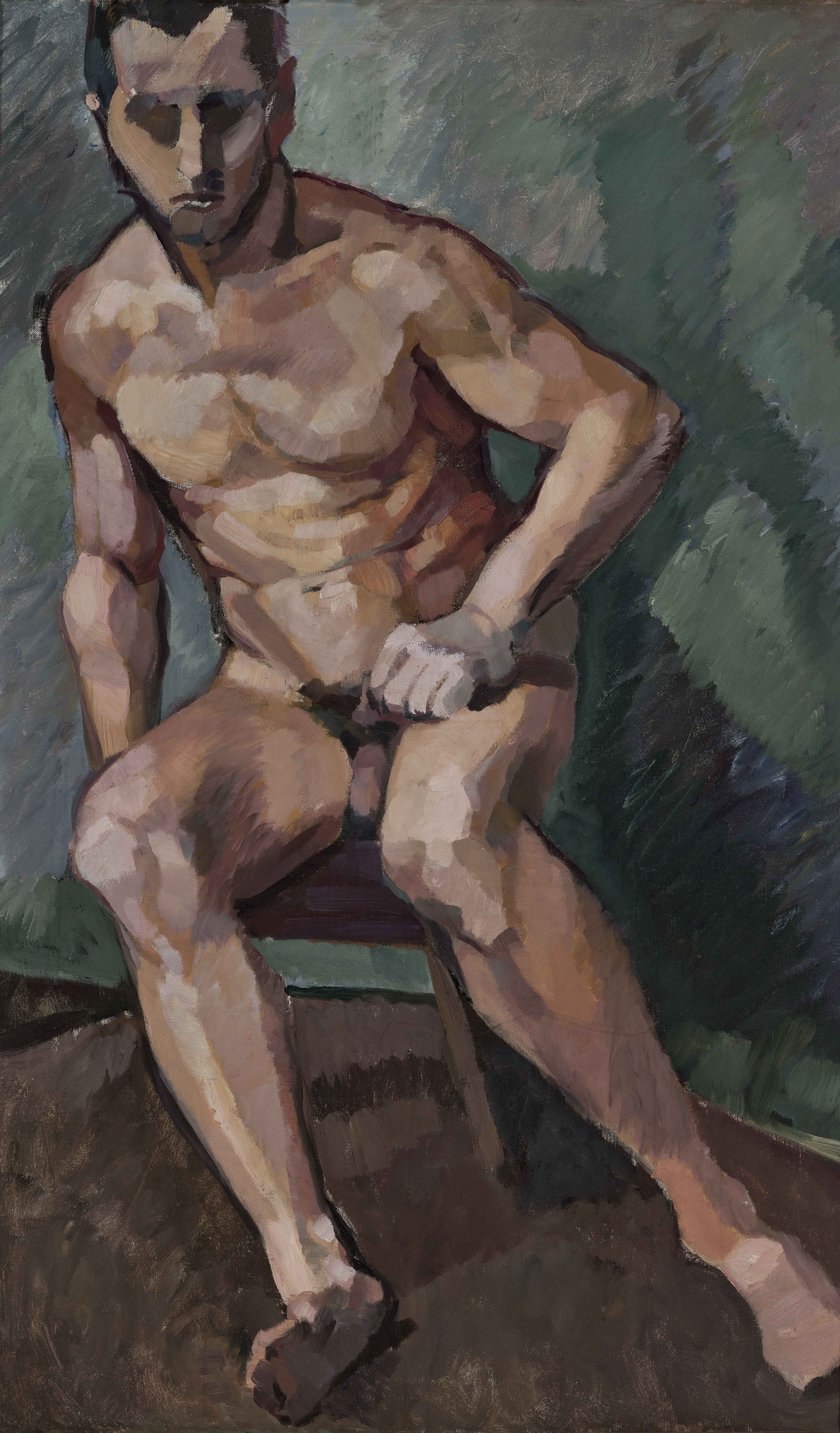
Desnudo masculino

Margarete Depner no solo fue una artista, sino también una benefactora, coleccionista de arte y mecenas socialmente comprometida. Como mujer, rompió el marco de roles que se le asignó y se hizo un nombre como artista. Sin embargo, hasta el momento no ha logrado posicionarse internacionalmente dentro de la historia del arte, principalmente por las condiciones del marco político en su ámbito de actividad. En la Alemania Nacionalsocialista, particularmente en 1944, cuando participó en una extensa exposición de trabajo y ventas, recibió el reconocimiento de la opinión pública. Olvidada en la historia del arte, fue solo el redescubrimiento y procesamiento de su legado artístico en 2011 lo que permitió clasificarlo adecuadamente en el arte moderno.
Nació como austríaca en Brașov en 1885 y murió en la misma ciudad en 1970 como ciudadana rumana. Su vida refleja los recortes políticos radicales que su lugar de nacimiento, lugar de trabajo y muerte, Kronstadt, experimentó entre la monarquía austrohúngara de los Habsburgo y el comunismo rumano durante dos guerras mundiales. El llamado modernismo clásico encuentra una expresión especial en Transilvania debido al medio multiétnico y se caracteriza por el pluralismo estilístico. Tanto durante la afiliación histórica a la monarquía de los Habsburgo como más tarde como parte de Rumania, primero Hermannstadt / Sibiu y luego Kronstadt / Braşov fueron importantes centros de arte en Transilvania. Aquí las tendencias europeas fueron seguidas, reflexionadas y desarrolladas en sus propias formas de arte.
Sin embargo, muchos de los artistas de Transilvania abandonaron el territorio para ganar fama en el extranjero. Margarete Depner fue una de las pocas que trabajó en Brașov hasta su muerte en 1970, lo que la convirtió en una de las "desaparecidas" de la historia del arte. Desarrolló su propio estilo durante toda su vida, aunque se ocupó de los estilos del cambio de siglo y las tendencias del período de entreguerras, pero no quiso ser asignada claramente a ninguna de las diferentes formas de diseño.
Según la historiadora de arte de Hermannstadt Gudrun Liane Ittu (2011), Margarete Depner era “una artista extremadamente polifacética. Como artista gráfica, pintora y escultora, es una de las representantes más importantes de la Transilvania moderna clásica ”. En el contexto europeo, la historiadora de arte vienesa Sabine Plakolm-Forsthuber (2011) comenta:“ El resultado fue un realismo expresivo extremadamente diferenciado y atractivo dentro del realismo de Transilvania El arte alcanzó un nivel extraordinario y un alto nivel de calidad en Europa Central ".
Aparte de las naturalezas muertas y los paisajes, el trabajo de su vida visible consiste principalmente en retratos o bustos y esculturas de hombres, mujeres y niños. A partir de los gráficos, más tarde se centró en la pintura al óleo y luego en la escultura.